# Гаджиев, Валерий Низамиевич
Валерий Низамиевич Гаджиев (азерб. Valeri Nizami oğlu Hacıyev; 9 августа 1941, Баку — 8 января 2016, Баку) — советский футболист. Несколько сезонов выступал в амплуа крайнего полузащитника бакинского «Нефтчи», бронзовый призёр чемпионата СССР 1966 года, мастер спорта.

## Биография
Родился в посёлке имени Степана Разина (район Баку, ныне пос. Бакиханова), начал играть в футбол в детской команде при стадионе имени Ленинского комсомола. Его тренерами были В. К. Кармаев и И. А. Шерехов.
С 1955 года играл в командах системы «Нефтяник».
Карьеру в командах мастеров начал в 1959 году в «Нефтянике», выступавшем тогда в группе Б. Чемпионат 1959 года бакинская команда провела неровно и завершила сезон внизу турнирной таблицы. Но после реорганизации чемпионата страны в 1960 году вместе со своим клубом стал играть в высшей лиге. Первый гол в высшей лиге забил в ворота вильнюсского «Спартака».
Во время срочной службы в рядах Советской армии тренировал[уточнить] тбилисскую команду ОДО.
Вернувшись в «Нефтчи», в 1966 году стал бронзовым призёром чемпионата СССР.
В 1969 году выступал в составе московских динамовцев. В основном составе дебютировал 8 апреля 1969 года в матче с ереванским «Араратом». За сезон провёл 13 игр в чемпионате, 2 в Кубке СССР по футболу и 8 — в товарищеских играх. 21 мая 1969 года в кубковой встрече с «Нефтчи» отметился голом.
В 1970 году вернулся в Баку, где провёл ещё три сезона.
Привлекался в олимпийскую сборную СССР. Участвовал в поездке в Японию (февраль 1967), в турнире в Перу (декабрь 1967 — январь 1968). Отметился голом в ворота клуба «Васэда».
С 1972 года — на тренерской работе. Работал в Ассоциации футбольных федераций Азербайджана начальником департамента сборных национальных команд, возглавлял молодёжную сборную Азербайджана. Привлекался к матчам чемпионата Азербайджана в качестве комиссара.
Умер 8 января 2016 года, похоронен 9 января на кладбище в посёлке Бакиханова.

## Образование
Окончил филологический факультет Бакинского государственного университета.